# Occidentodema
Occidentodema is een geslacht van wantsen uit de familie van de Miridae (Blindwantsen). Het geslacht werd voor het eerst wetenschappelijk beschreven door Henry in 2000.

## Soorten
Het genus bevat de volgende soorten:

- Occidentodema clypealis T. Henry, 1999
- Occidentodema mcfarlandi T. Henry, 1999
- Occidentodema polhemusi T. Henry, 1999